# مستقبل كانابينويد نوع 1
مستقبل الكانابينويد نوع 1 (CB1) ويعرف كذلك بمستقبل الكانابينويد 1 هو مستقبل مقترن بالبروتين ج يُشفر لدى البشر بواسطة الجين CNR1. يُعبَّر عن المستقبل CB1 البشري في الجهاز العصبي المركزي والمحيطي. وينشط بواسطة الكانابينويدات الداخلية وهي مجموعة من النواقل العصبية الرجوعية منها: أنانداميد و2-أراكيدنويل غليسرول (2-AG)، فيتوكانابينويدات النبات مثل المركب: رباعي هيدرو كانابينول (THC) وهو مكون نشط للدواء النفسي ماريغوانا، والمماثلات الاصطناعية لـTHC. تتم مناهضة المستقبل CB1 بواسطة الكانابينويد النباتي رباعي هيدرو كانابيفارين (THCV).
الناهضة داخلية المنشأ الرئيسية للمستقبل البشري CB1 هي أنانداميد.